# نعيم العبودي
نعيم عبد ياسر العبودي (1978 في محافظة ذي قار في العراق - ) سياسي عراقي وهو عضو في مجلس النواب العراقي. و في يوم 27 تشرين الأول/أكتوبر 2022 عُيّن وزيراً لوزارة التعليم العالي و البحث العلمي في حكومة السوداني.

## التحصيل الدراسي
- حصل العبودي على درجتي الماجستير والدكتوراة في اللغة العربية من الجامعة الإسلامية في لبنان، بينما حصل على درجة البكالوريوس من جامعة الكوفة[4]

## البحوث
- نظرية الحكم الصالح، تجربة الإمام علي إنموذجاً، دراسة في تحليل النص
- البحث اللغوي عند الأصوليين، الشيخ النائيني إنموذجاً
- مقالات بحثية متعددة في الإعلام والسياسة والمجتمع[5]

## العمل والمهام
- رئيس لجنة الاتصالات والاعلام في مجلس النواب العراقي ووزير التعليم العالي والبحث العلمي الحالي [6]
- عضو مجلس النواب العراقي عن كتلة صادقون للدورة البرلمانية السابقة 2018[7]
- عضو البرلمان العربي [8]
- وزير التعليم العالي والبحث العلمي العراقي حاليا.

## الدورات والخبرات والعضوية
- كورس إعلام في جامعة بيروت العربية
- كورس في إدارة المؤسسات الإعلامية
- دورة في التخطيط الاستراتيجي
- دورة في العلوم السياسية والتحليل السياسي
- خبرة في إدارة التوجيه المعنوية وإدارة الموارد البشرية
- دورة في إدارة الأزمات
- دورة في إعادة هيكلة المؤسسات المدنية
- عضو نقابة الصحفيين العراقيين[9]